# Pantagruel
Ne doit pas être confondu avec Pantagruel (journal) ou Pantagruel (diablotin).

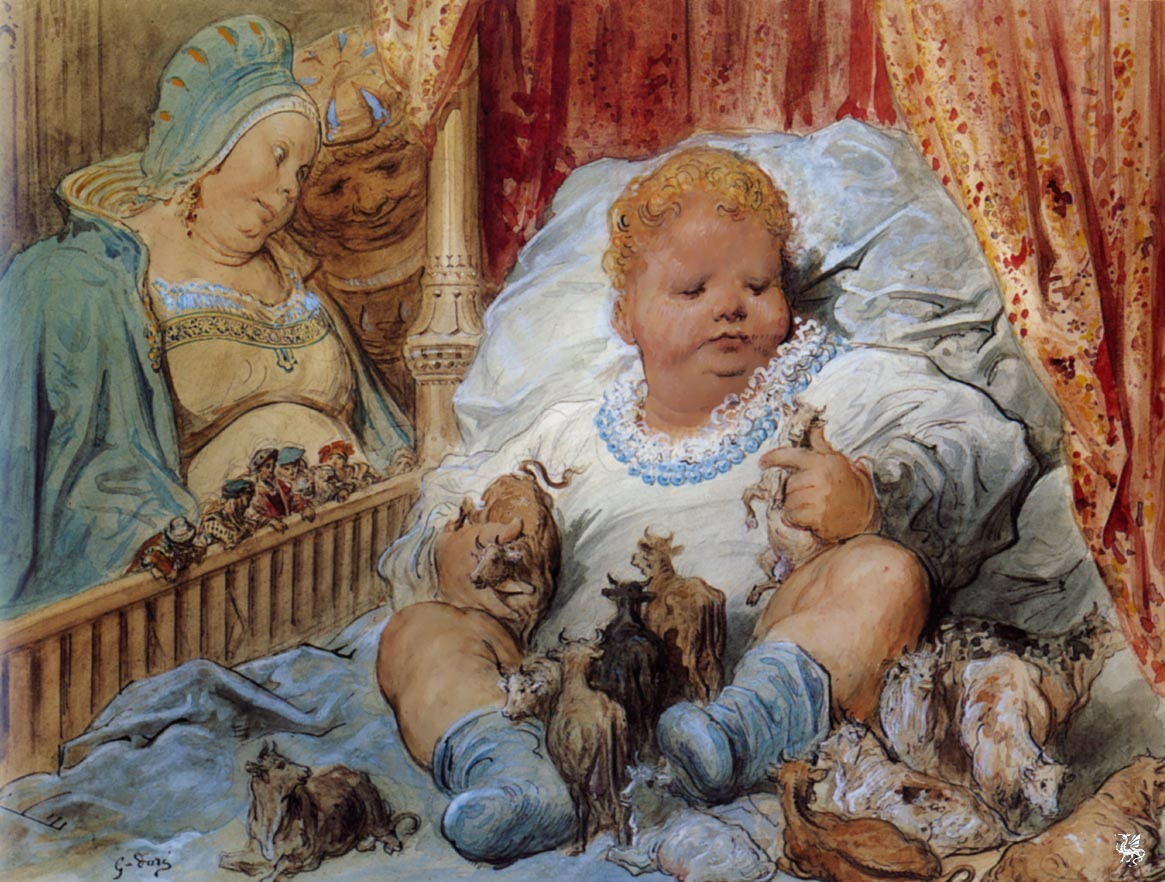
Pantagruel au berceau

Pantagruel, ou en entier Les horribles et épouvantables faits et prouesses du très renommé Pantagruel Roi des Dipsodes, est le premier roman de François Rabelais. Publié en 1532, il met en scène les aventures du géant Pantagruel, qui apparaît également dans Le Tiers Livre, Le Quart Livre et Le Cinquième Livre.
L'auteur présente l'ouvrage sous le pseudonyme d’Alcofribas Nasier, anagramme de François Rabelais, comme il fera pour Gargantua.
Parodie des romans de chevalerie, cette œuvre met en avant les idéaux de l'humanisme de la Renaissance, notamment en matière d'éducation et de politique, même si des traces de l'héritage médiéval restent visibles, par exemple à travers les farces parfois cruelles de Panurge.

## Contexte éditorial
Après avoir reçu son diplôme de médecine à Montpellier le 1er novembre 1530, Rabelais se rend à Lyon, où il exerce une activité d’éditeur scientifique à partir du printemps 1532 et travaille comme médecin au sein de l’hôtel-Dieu de Lyon dès le 1er novembre. Au sein du milieu des humanistes lyonnais, il aide à l’édition de textes médicaux chez Sébastien Gryphe et de poésie vernaculaire chez François Juste. Il sollicite l’imprimeur Claude Nourry pour la toute première édition du Pantagruel, avant de recourir à François Juste pour quatre éditions remaniées de 1533 à 1542. L'hypothèse d'une édition princeps perdue parue chez François Juste a également été formulée, puisque l'auteur travaillait déjà avec lui, peut-être dès 1530. Néanmoins, de nombreuses allusions aux dernières œuvres du catalogue de Nourry, comme Les Quatre Filz Aymon ou Ogier le Dannoys, semblent infirmer cette conjecture.
Le roman paraît en 1532 sous le pseudonyme d’Alcofrybas Nasier et en 1534 sous celui d’Alcofribas Nasier, abstracteur de quinte essence.

## Résumé

### Sous les auspices de la joie
Un dizain de Hugues Salel, accompagné de la devise « Vivent tous bons pantagruélistes » est ajouté lors de l’édition de 1534, comparant Rabelais à Démocrite et insistant sur la présence d’une sagesse cachée derrière le côté plaisant du texte. Rien ne prouve cependant une rencontre effective entre le poète et l’écrivain. Les circonstances de l’inclusion de cet épigramme restent ainsi énigmatiques.
Le prologue commence par louer les Grandes et inestimables Chroniques de l’enorme Gargantua, un texte édité voire écrit par Rabelais, qui s'inscrit dans la série des chroniques gargantuines des années 1530. Le narrateur vante leur capacité à réconforter dans l’infortune, à soigner du mal de dents et à soulager la douleur des vérolés et des goutteux, avant d’affirmer que l’histoire qui suit est du même tonneau, voire légèrement plus crédible. Cette entrée en matière joyeuse, voire bouffonne, a été rapprochée du boniment de foire et de la prédication du moine. Respectant les règles du discours délibératif, il offre une caricature de la Captatio benevolentiae par son exagération comique et ses malédictions à l'égard des potentiels détracteurs.

### Les jeunes années d’un géant

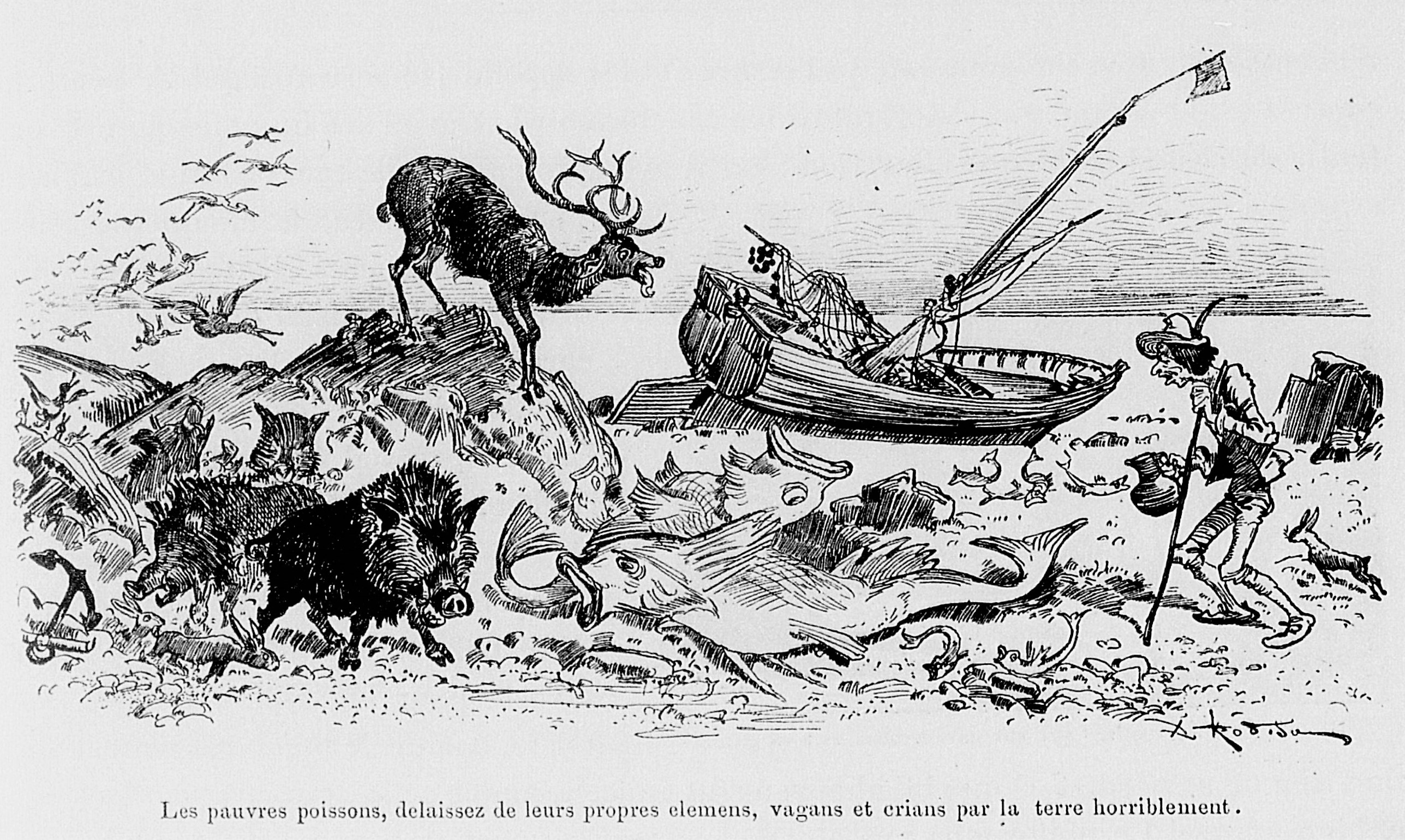
Né une saison d'extrême sècheresse, Pantagruel est appelé à devenir le dominateur des alterez. Illustration d'Albert Robida.

Le narrateur débute les chroniques par l’origine des géants, remontant aux temps bibliques. De grosses nèfles germèrent l’année de la mort d’Abel. Ceux qui en mangèrent virent s’allonger différentes parties de leurs corps, certains enflèrent des épaules, d’autres du ventre, des oreilles ou encore du « laboureur de nature ». Les ancêtres des géants grandirent en longueur. La généalogie de Pantagruel est alors présentée, de Chalbroth à Gargantua, en passant par Sisyphe et Fierabras. Le narrateur explique que le géant Hurtaly (en) survécut au Déluge en chevauchant l’arche de Noé. Cette entrée en matière tourne en dérision l’habitude des historiographes à inventer des lignées fabuleuses destinées à exalter le pouvoir. Elle s’inscrit également dans la montée du scepticisme à l’égard de la réalité des géants.
Le personnage de Pantagruel est à l’origine une figure secondaire du répertoire théâtral médiéval, plus précisément un diablotin attesté dans le Mystère des Actes des Apôtres des frères Gréban écrit dans les années 1460-1470. Dans le roman rabelaisien, le narrateur donne une étymologie fantaisiste au nom du personnage, expliquant qu’il vient de panta, « tout » en grec, et gruel, « assoiffé » en arabe. En effet, lors de sa venue au monde, une sécheresse sévit dans le pays et seule une eau salée s’exhale de la terre. Son nom prophétise ainsi qu’il sera le dirigeant de tous les altérés (les assoiffés). Le caractère prodigieux de sa naissance est un topos littéraire qui offre ici une réflexion sur l’interprétation des signes.
La mère de Pantagruel, Bacdebec, fille du roi des Amaurotes en Utopie, meurt en accouchant. Tiraillé entre la douleur du deuil et la joie de la paternité, une grande perplexité saisit Gargantua, malgré le recours à la sophistique pour décider quel parti prendre, pleurant comme une vache avant de rire comme un veau. La parodie de la déploration, de l'oraison funèbre et de l'épitaphe se trouve ainsi doublée de celle de la dialectique scolastique en vogue à la Sorbonne.
Une logistique conséquente est mise en œuvre pour satisfaire les gigantesques besoins du nourrisson, surpris une fois de manger l’une des vaches destinées à son allaitement. Il brise avec facilité les câbles et les chaînes conçues pour le maintenir dans son berceau, finalement mis en pièces un jour de banquet. L'évocation de la force et de la ruse du héros enfant reprend un motif traditionnel des chansons de geste.

### Devenir un «abîme de science»
Il commence ses études à Poitiers, où il se saisit d’une roche qu’il dispose sur quatre piliers pour le plaisir des étudiants, correspondant à l’actuelle Pierre levée. Après avoir visité la tombe de Geoffroy de Lusignan, le « grand pere du beau cousin de la seur aisnée de la tante du gendre de l’oncle de la bruz de sa belle mere », il fait le tour des universités françaises. À Montpellier, il renonce à exercer la médecine, à cause de la mélancolie des médecins qui par ailleurs sentent le clystère, et à Bourges, il compare les textes de lois à des robes d’or brodées de merde, la glose dégradant les ouvrages originaux. Le bilan de ses pérégrinations, où il rencontre surtout des élèves incompétents et oisifs, ne plaide pas en faveur de la plupart des établissements qu’il visite.
Lors d’une promenade, il croise un étudiant de Paris originaire du Limousin. Lui demandant de se présenter, ce dernier lui répond par un discours abscons rempli de barbarismes et latinismes, à la fois ridicule de pédantisme et empêtré de tournures inintelligibles, déclarant par exemple : « Je venere latrialement le supernel astripotent » et qu’il avoue rarement « supereroger les eleemosynes à ces egenes queritants ». Excédé devant son insistance à contrefaire la langue française en écumant le latin, Pantagruel le saisit à la gorge, si bien que ce dernier, apeuré, le supplie dans son dialecte natal. Si ce passage rejoint une critique commune à l’égard d’un usage affecté et aberrant du latin en particulier et de la langue en général, il s’inspire directement du genre de la farce, évoquant par exemple Maître Mimin étudiant. Il en renouvelle la portée, traditionnellement conservatrice, pointant les tares d'une éducation dévoyée au profit d'une perspective humaniste. Il cible peut-être plus précisément le style employé par l'université de Paris.
Il apprend les sept arts libéraux dans la capitale, où il découvre la bibliothèque de l'abbaye de Saint-Victor, où en réalité les moines étaient hostiles à Érasme et aux évangélistes de la Renaissance. Son catalogue comprend ainsi les adversaires des humanistes, des scolastiques et des professeurs de la Sorbonne, ainsi que les autorités dont ils se réclament, cités nommément ou évoqués par leurs livres, comme le théologien Noël Béda, Pierre Tartaret, le nominaliste Thomas Bricot, Duns Scot, Cajétan ou le Formicarius de Jean Nyder. Plusieurs de ces noms sont mentionnés dans une œuvre polémique écrite vers 1528, La Farce des théologastres. Des titres fantaisistes, scatologiques ou grivois se mêlent à ces ouvrages, comme Ars honeste pettandi in societate, Des poys au lart cum commento, Le claquedent des marroufles, La couillebarine des preux ou encore Antipericatametanaparbeugedamphicribationes merdicantium. En définitive, l'inventaire offre une large part à l'imagination, avec une forte proportion de métaphores obscènes, des parodies d'intitulés courants et des écrits fictifs attribués à des personnalités véritables. Après la rencontre de l'écolier limousin, cette litanie incarne une critique supplémentaire de l’accumulation de connaissances inutiles. Par leur signification burlesque, les livres brocardent plusieurs travers de l’époque, comme la fausse dévotion, les gloses stériles, la cupidité des avocats et le trafic des indulgences.
Gargantua, le père de Pantagruel, lui envoie une lettre dans laquelle il commence par exalter le cours des générations, par lequel les descendants perpétuent l'héritage des ancêtres, remerciant Dieu de pouvoir se reconnaître en son fils et l’exhortant à la vertu. Il célèbre ensuite l'essor du savoir de son temps, le rétablissement des langues anciennes et notamment du grec. Il pousse son rejeton à s'instruire et à parcourir les différents domaines de la connaissance, de l'histoire au droit civil en passant par l'observation de la nature et la médecine. Citant un adage prêté à Salomon, il rappelle que « Sapience n'entre point en ame malivole, et science sans conscience n'est que ruine de l’ame » et l'invite à craindre et servir Dieu. Cette lettre a donné lieu à des interprétations contradictoires, passant aussi bien pour un manifeste d'humanisme libéral et un programme éducatif opposé à l'obscurantisme qu'un étalage prétentieux de lieux communs. Quoi qu'il en soit, elle reprend des modèles de conseils paternels attestés chez Guillaume Budé. Elle va également dans la conception érasmienne du mariage telle qu'elle est développée dans Encomium matrimonii, défendant une image positive de l'union conjugale et de la sexualité légitime grâce à l'idée de l'immortalité par les générations successives, image ayant suscité l'indignation des théologiens de la Sorbonne comme ceux de Louvain.

### Deux compagnons tout en contrastes

#### Sagesse de Pantagruel
Aux abords de l'abbaye Saint-Antoine, Pantagruel rencontre un homme à la fois élégant et mal en point. Alors qu'il lui propose son aide, celui-ci lui répond avec une douzaine de langues, dont trois imaginaires. Il emploie également la langue basque, qui jusqu'alors n'avait jamais été attestée sous une forme imprimée. Le personnage, qui s'appelle Panurge, sollicite la charité de son interlocuteur et le presse de lui donner à manger. L'incompréhension qu'il suscite est contrebalancée par la rapidité de son propos et la curiosité assurée par une ostentatoire alternance codique. Les discours de Panurge combinent une fonction phatique et une portée poétique paradoxale, car les images qu'il utilise échappent à son auditoire. Le caractère pressant de sa demande semble entrer en contradiction avec un étalage de virtuosité linguistique, alors même qu'il admet à la fin de la discussion que le français est sa langue maternelle. L'attitude du géant, qui ne cesse de poser des questions à son interlocuteur alors que la détresse de ce dernier est évidente et se passe d'explications, semble trahir un manque de discernement de sa part ; et son ignorance contraste avec les exigences de ses études. Néanmoins, si Pantagruel adopte une attitude bienveillante face à cet inconnu dans le besoin, il n'est peut-être pas si dupe de la situation, et une légère impatience affleure lorsqu'il prie Panurge d'adopter une langue commune tout en reconnaissant son talent, rejoignant la critique de l’étudiant limousin. Par-delà ces motivations psychologiques qui soulignent la personnalité mystificatrice de Panurge et la patience de Pantagruel, ce détour narratif donne une portée épique à cette rencontre nourrie de références à l’Odyssée. La dimension comique de cet entretien, qui rappelle l'une des ruses de Pathelin, s'accompagne d'une dimension évangélique. Le message paulinien déclare en effet que les langues humaines sonnent creux sans la charité.
Désireux de tester son savoir, Pantagruel participe à des débats publics, rayonnant par son érudition et son intelligence grâce à sa capacité à venir à bout d’un grand nombre de problèmes scientifiques. Pendant ce temps, plusieurs savants se heurtent à une controverse qu’ils jugent impossible à résoudre, véritable cas perplexe, entre deux seigneurs, Baisecul, le plaignant, et Humevesne, l’accusé. Ils sollicitent l’aide du géant. Alors qu’ils lui apportent un fatras de documents relatifs au procès, Pantagruel les rejette, argue qu’il préfère entendre le débat de vive voix et n’accorde aucun crédit à cette paperasse judiciaire. Il leur reproche d’ignorer la science juridique des Grecs et des Latins, en particulier les Pandectes ; ainsi que la philosophie naturelle et morale sur laquelle elle s’appuie. Le récit offre une sévère diatribe contre la lenteur des procès et la confusion des glossateurs. Elle rejoint également les critiques de Guillaume Budé contre le mos italicus et s'inscrit en faveur de l'humanisme juridique.
Les plaidoiries s’avèrent être des coq-à-l’âne inintelligibles, dans la droite ligne des fatrasies médiévales. En plus de leur dimension ludique par les jeux de mots et expressions imagées qu’elles multiplient, elles tournent en dérision l’incapacité des hommes de droit à s’exprimer clairement. Baisecul mentionne ainsi une rébellion de balivernes, des peintres de Flandres qui utilisent de vieux chiffons lorsqu’ils veulent ferrer les cigales et du pape qui autorise chacun à péter son aise. Humevesne affirme lui que le monde ne serait pas aussi mangé des rats si l’iniquité des hommes se voyait dans un jugement catégorique comme les mouches dans un pot à lait, avant d’évoquer les navets utiles pour se garder des cannibales et la confrérie des fous de Louzefougerouse.
Pantagruel satisfait tout le monde par une sentence du même ordre. Après avoir cité des lois réputées pour leur obscurité, le plaignant est déclaré innocent du « cas privilégié des gringuenaudes ». Il se trouve toutefois contraint de donner trois verres de fromage à l’accusé, qui lui est tenu de fournir le foin et l’étoupe pour reboucher les chausse-trappes. Les deux parties se trouvent également satisfaites du jugement, ce qui ne serait pas arrivé depuis le déluge. Les conseillers et les docteurs en demeurent évanouis d’extase. Pantagruel est déclaré sage comme le roi Salomon. Si l'épisode parodie les Saintes Écritures, cette comparaison établit la sagesse acquise du héros, comme l'atteste la convocation ultérieure de cette figure biblique, même si l'une ne se superpose pas parfaitement avec l'autre. L'épisode rejoint par ailleurs la tradition de la basoche, où les cours de justice présentaient une version drolatique d'elles-mêmes.

#### Diableries de Panurge
Panurge raconte comment il échappa aux mains des Turcs alors qu’il était mis en broche et entrelardé comme un lapin. Alors que son rôtisseur et geôlier s’endormait, il réussit à prendre deux tisons avec les dents. Il en jeta un sur le gardien, un autre sous un lit. Le gardien alarmé par le début d’incendie commença à libérer Panurge pour le jeter directement dans les flammes, mais mourut à cause de la maladresse d’un pacha venu lui porter secours. Ce dernier tenta sans succès de se suicider, Panurge lui prêta main-forte en le pendant avant de s’enfuir, de trouver de l’aide et de laisser derrière lui toute la ville brûler, manquant de peu de se faire dévorer par les chiens. Ce récit explicitement invraisemblable entre en résonance avec les mensonges d'Ulysse, tout en glissant des allusions liées à la politique contemporaine, comme l'expédition franco-vénitienne ratée contre Mytilène de 1501.
Un autre jour, en promenade vers les faubourgs de Saint-Marceau, Panurge constate le délabrement des murailles. Pantagruel lui fait remarquer que la cherté de tels édifices et rappelle que la discipline militaire des habitants de Lacédémone se substituait aux remparts. Panurge avance alors l’idée de construire des fortifications en utilisant le sexe des femmes comme matériau de construction, car ils sont moins chers que les pierres dans cette ville et qu’ils résistent fort bien aux coups. Évoquant la nécessité d’émoucher un tel ouvrage pour l’entretenir, il raconte une fable grivoise qui met en scène un renard et une vieille femme. Paillardise mise à part, ce passage repose sur un apophtegme pris au sens littéral, comparant la vertu féminine et les forteresses imprenables. Le rôle des femmes dans la défense des villes a pu aussi être suggéré par l'histoire récente et des souvenirs livresques, comme le siège de Marseille en 1524 et le De virtute mulieribus de Plutarque.
Le récit détaille ensuite les mœurs et la condition de Panurge. Ce joyeux drille et voleur patenté est défini comme « malfaisant, pipeur, beuveur, bateur de pavez, ribleur s'il en estoit à Paris : au demourant le meilleur filz du monde ». Au nombre de ses passe-temps, il s’ingénie à renverser le guet, à fouetter les pages chargés de porter le vin à leurs maîtres, à jeter des puces dans les collets des demoiselles et à coudre l'aube d'un cordelier à sa robe afin qu’il se déshabille involontairement en public. Ce personnage réunit des traits de caractères de Cingar, un larron rusé de l’Histoire macaronique de Merlin Caocaïe, et d'Ulenspiegel, un vilain farceur invétéré.
Souvent désargenté, il explique qu’il arrive à regarnir son pécule en récupérant l’argent des pardons, c’est-à-dire les offrandes que les fidèles effectuent pour la rémission de leurs péchés. Les récipiendaires expliquent que les donateurs recevront leurs dons au centuple, ce qu’il prend au mot. Il s'est bien enrichi de l’argent levé pour les croisades mais a dilapidé sa fortune en multipliant les tours de pendard. Ainsi, il marie les vieilles femmes avec de pauvres hères, en faisant miroiter des florins à ces derniers s’ils voulaient bien « fretinfretailler un bon coup » avec les premières. Le détournement de l’aumône constitue une critique du trafic des indulgences et de la levée de fonds opérée par les autorités ecclésiastiques. Dans les années 1517-1518, le pape Léon X a notamment récolté des sommes pour une croisade qui n’a pas eu lieu.

### Signes cryptés et cruels amants
Thaumaste, un savant anglais, propose à Pantagruel de l’interroger publiquement sur l’étendue de son savoir à propos de questions de philosophie, de géomancie et de cabale que ni personne, ni aucun livre ne l’a jamais aidé à résoudre. Il demande que cette discussion s’effectue par signes corporels, par défiance à l’égard du langage pour l’expression des idées. Après avoir accepté, Pantagruel se met à l’étude. Devant les efforts de son maître, Panurge propose de prendre sa place, lui qui l’a emporté sur les diables. Le jour venu, Thaumaste, qui confirme être venu par souci de la vérité et non pour le simple plaisir du débat contradictoire, accepte d’échanger avec Panurge.
Le déroulement de cet échange se réduit donc à une série de gestes mais tandis que ceux de Thaumaste ont peut-être un sens et une cohérence discursive, ceux de Panurge sont volontiers grotesques, équivoques et grossiers. Il sort une escalope de sa braguette, enfonce un doigt dans son derrière et grimace en écartant ses joues avec ses doigts. A force de gesticuler et d’être acculé dans cette étrange joute, Thaumaste transpire, pète, se compisse d’angoisse et souffle comme une oie. Il abdique, déclare Pantagruel plus sage que Salomon, puisque son disciple lui a ouvert le « vray puys et abisme de Encyclopedie », et maudit l’insuffisance de sa renommée. La satire de l'occultisme, et en particulier de la théorie pythagoricienne des nombres et des signes cabalistiques, est au cœur de ce passage. Sa condamnation n'est cependant pas dépourvue d'ambiguïté en raison du retrait de Pantagruel, qui atténue l’échec de Thaumaste, et de l’identification de Panurge à l’hermétisme,. En outre, Thaumaste apparaît comme une figure intellectuelle plus sincère et loyale que les scolastiques de la Sorbonne, même s'il croit voir de la sagesse cachée derrière les singeries de Panurge. La circonspection à l'égard de son approche et de la prisca theologia qui la sous-tend n'efface pas la reconnaissance de son but. Elle relève l’insuffisance d'une connaissance de seconde main vulnérable aux charlatans.

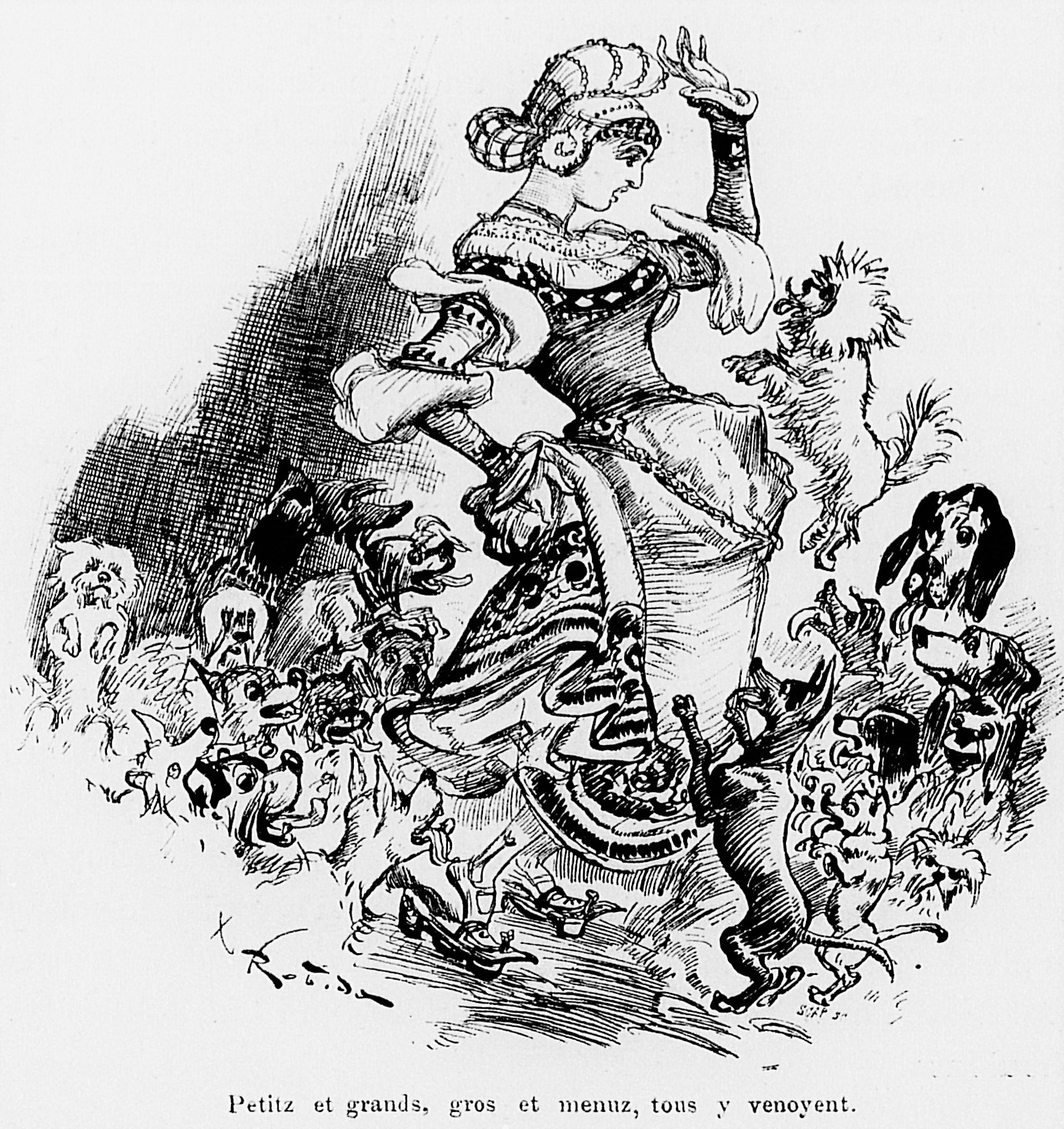

Étourdi de son succès, Panurge s’éprend d’une grande dame de la ville qu’il poursuit de ses assiduités. Sans prendre le temps de la courtiser et de la séduire, il lui propose de but en blanc d’assurer avec lui sa descendance et se voit repoussé avec véhémence jusque dans l’église, insistant avec lourdeur sur ses sentiments et son désir sexuel. Se jouant du lyrisme amoureux, il utilise la syntaxe maniérée des pétrarquistes en la détournant par l'emploi d'un vocabulaire indécent. Éconduit, il se venge le lendemain en lui jetant dessus les restes d’une chienne en chaleur pendant la procession de la Fête-Dieu. Les chiens accourent uriner sur la malheureuse, humiliée en public et contrainte de s’enfuir. Parfois interprétée comme le symptôme d'une misogynie latente des écrivains de l'époque, cette scène peut se lire comme une critique adressée aussi bien à l'égard de l'Église catholique que les protestants. La souillure, thème central de la polémique religieuse, peut se lire comme une métaphore de l'impureté morale attachée à la pratique hypocrite des rites et renvoyer à la violence de la purification. Si la dame, qui vit sa foi de manière mécanique et avec un luxe ostentatoire, se trouve humiliée, la fourberie de Panurge ne se trouve pas connotée de manière positive.
Pantagruel est averti de l’invasion de l’Utopie par les Dipsodes. En route pour l’affrontement, il constate que les lieues de l’Île-de-France sont plus petits qu’ailleurs, ce que Panurge explique de manière paillarde en évoquant le roi Pharamond. Arrivés au port de Honfleur, Pantagruel reçoit une lettre vierge d’une dame de Paris accompagnée d’un diamant et d’un anneau d’or. Après avoir testé des méthodes de révélation de l’encre sympathique ils aperçoivent une inscription hébraïque sur l’anneau, lamah hazabthani, dernière parole de la Passion. Panurge pense décrypter la charade reposant sur le diamant faux (« dit amant faux »), énigme tirée d'une nouvelle de Masuccio Salernitano. Cependant, rien ne prouve la véracité de l'interprétation panurgienne, qu'il évacue rapidement, ignorant la page blanche. Ce déchiffrement possède en effet de plus profondes implications. Il met un terme aux aventures parisiennes, montre que le géant aurait eu lui un avenir sentimental qu'il sacrifie pour la raison d’État, fait écho à la mort et à la lettre de Grandgousier et offre l'exemple d'une rupture discrète qui contraste avec les bruyantes frasques de Panurge. Le vide de ce courrier suggère celui de l'intrigue amoureuse et de l'inutilité de rajouter des mots après ceux du Christ. Triste, mais résolu de suivre l’exemple d’Enée se séparant de Didon pour accomplir son devoir, Pantagruel prend le large avec ses compagnons. Le trajet reprend le chemin des Espagnols vers les Indes occidentales.

### Guerre des Dipsodes

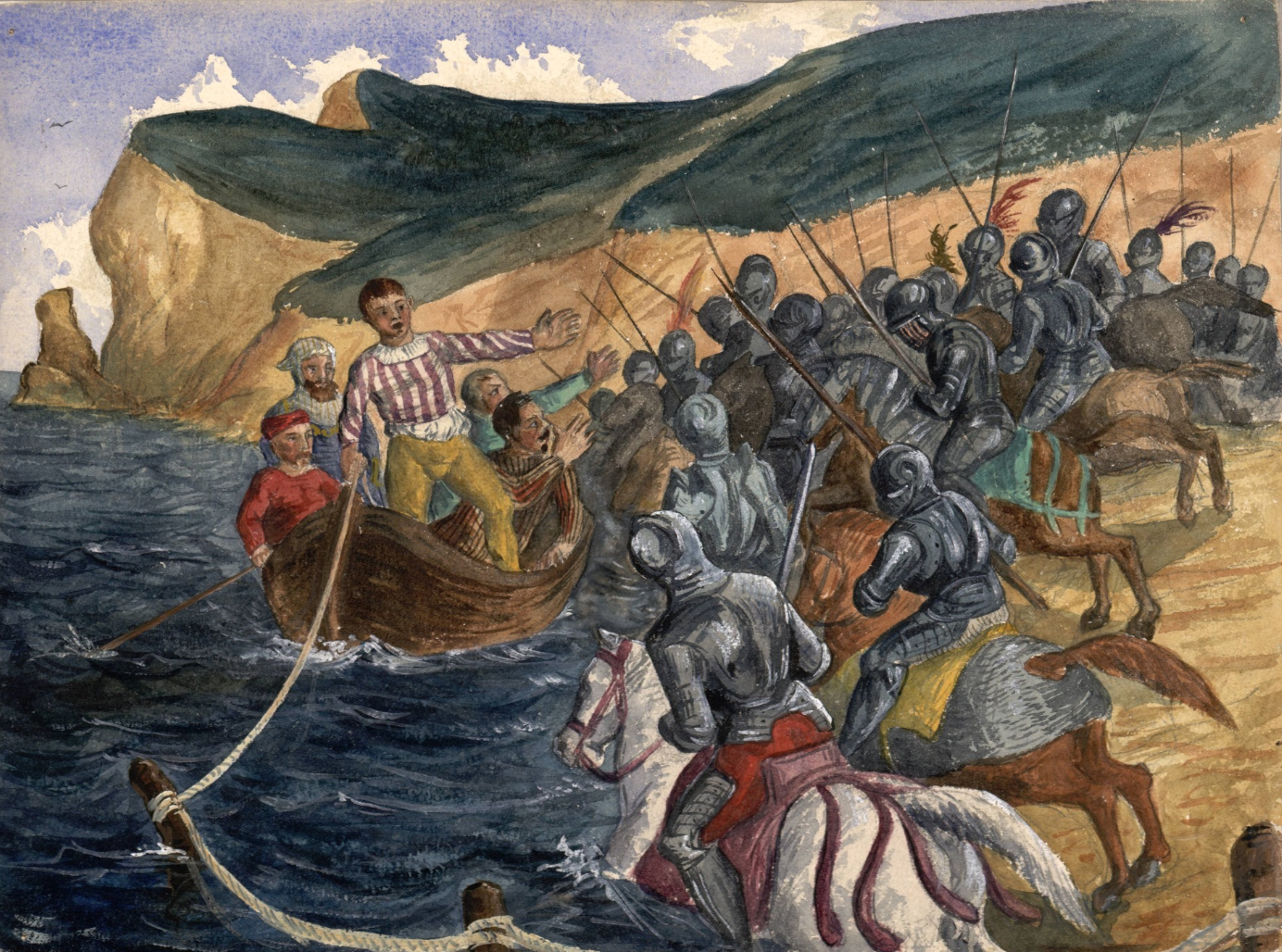
Aquarelle de Maurice Sand.

Arrivés au port d’Utopie, les protagonistes mettent en déroute 660 chevaliers grâce à un piège fait de cordes, de paille et de poudre à canon, provoquant la chute de leurs chevaux et leur embrasement général. Après avoir chassé le gibier, les compagnons ripaillent en interrogeant leur unique prisonnier sur l’armée ennemie. Il leur apprend l’existence d’une garnison de 300 géants dirigés par le chef Loup Garou. Avant de se mettre en route, Pantagruel dresse un arc de triomphe de fortune en mémoire de leur prouesse, constituée d’un support en bois sur lequel sont accrochés les équipements et les armures des cavaliers. Pantagruel écrit un poème concluant la supériorité de la ruse sur la force, tandis que Panurge en compose un en mémoire du banquet. Cet interlude poétique et comique rejoint la tradition des trophées, terme qui renvoie à la fois au texte et au monument commémoratif.
Pantagruel enjoint au prisonnier de retourner dans son campement en lui faisant croire qu’il dispose d’une immense armée et lui offre une boîte pleine d’euphorbe et de baies de Cnide (les « grains de Coccognide ») confites dans l’eau de vie. Les soldats ennemis éprouvent une soif irrésistible en les mangeant et se soûlent copieusement. Le lendemain, Carpalim pénètre dans le camp et met le feu aux poudres. Les ennemis s’éveillent hagards et Pantagruel verse du sel dans leur bouche pour accroître leur soif. Pris d’une envie pressante à cause des drogues de Panurge, le géant inonde les alentours de son urine. Loup Garou affronte Pantagruel en combat singulier. Face à cet adversaire armé d’une massue enchantée, ce dernier, muni du mât de son bateau, prie et se recommande à Dieu. Un moment mis en difficulté, il arrive à faire tomber Loup-Garou, se saisit de ses jambes, fauche les géants venus à son secours tandis que ses compagnons les égorgent. Ce duel héroï-comique représente une victoire du bien contre une incarnation du mal, parodiant un motif épique. Rabelais s'est sans doute inspiré de l’affrontement entre Roland et le géant Ferragus narré dans la chronique du Pseudo-Turpin.
Epistémon a été décapité. Panurge rassure ses compagnons, puis replace et recoud la tête, appliquant un onguent de résurrection. Le miraculé raconte qu’aux Enfers, les puissants de ce monde se trouvent affectés à des tâches subalternes ou à des activités modestes : Alexandre le Grand raccommode de vieilles chaussettes, Lancelot équarrit des chevaux et Achille fabrique des bottes de foin. Au contraire, les personnes autrefois désargentées comme les philosophes sont devenues de grands seigneurs qui s’amusent sur le dos des papes et des rois. Si les guérisons miraculeuses sont un thème récurrent des épopées médiévales, cette évocation parodique peut s'interpréter comme une critique à l’égard de la crédulité populaire et des philtres occultes. Empruntée à Lucien, l'inversion de la hiérarchie terrestre s'inscrit également dans la pensée évangélique de l'auteur. Pantagruel entre triomphalement dans la ville des Amaurotes et annonce la conquête du royaume des Dipsodes. Panurge, inspiré par le récit d’Epistémon, oblige le roi Anarche à exercer le métier de crieur de sauce verte et le marie avec une vieille lanternière. Alors que le premier se réfère au texte biblique pour justifier son entreprise politique, Panurge adopte la dérision, habillant le vaincu en personnage de fou.

### Voyages anatomiques
Une averse tombe alors que l’armée de Pantagruel s’avance en territoire ennemi. Le géant couvre les régiments de sa langue mais le narrateur, qui n’arrive pas à se glisser dans les rangs, entre alors dans la bouche de son maître. Il découvre un monde ancien avec de grandes cités, un planteur de choux le prévenant d’une peste sévissant dans les villes de Laryngues et de Pharingue, avant de parcourir les dents et la barbe du géant. De retour, il apprend que la guerre est terminée depuis six mois. Cet épisode s'inspire de l’Histoire véritable de Lucien, dans lequel le héros pénètre des terres inconnues localisées dans la bouche d'un cétacé, mais s'en écarte car Alcofribas entre dans un pays de vache familier. Le narrateur perd ici son lyrisme bouffon, son ton emphatique et son recours aux imprécations.
Quelque temps plus tard, Pantagruel tombe malade. Atteint d’une chaude-pisse, les docteurs lui administrent des diurétiques et la miction qui en découle serait à l’origine de plusieurs sources thermales. Afin d’ôter la source de la souffrance dans l’estomac, des serviteurs entrent dans de grosses pommes de cuivre que le géant avale comme des pilules. Après avoir ramassé les ordures, ils remontent par la gorge et malade guérit.
Le narrateur allègue un mal de tête pour justifier l’interruption de son récit et promet la suite prochaine, annonçant le cocufiage de Panurge, un voyage sur la Lune et la découverte de la pierre philosophale par Pantagruel. Il précise qu’il n’est pas moins sage de lire ces plaisantes balivernes que de les écrire, avant de dénoncer les hypocrites lecteurs qui compulsent les livres pantagruéliques uniquement pour nuire et calomnier. Le récit invite enfin à vivre en bon pantagruéliste, c’est-à-dire « vivre en paix, joye, santé, faisans tousjours grand chere ». Ne contenant qu'un paragraphe en 1532, le chapitre final a été considérablement allongé en 1534.

## Adaptations et reprises
- Alfred Jarry a adapté Pantagruel en opéra-bouffe.
- Jules Massenet a composé un opéra intitulé Panurge (1913).
- Le groupe de rock progressif britannique Gentle Giant évoque Pantagruel dans ses titres « Pantagruel's nativity » (1971) et « The advent of Panurge » (1972).
- Panurge, ami de Pantagruel, d'abord présenté sous le titre Les drôlatiques, horrifiques et épouvantables aventures de Panurge, ami de Pentagruel, d'après Rabelais, est une pièce de théâtre de la femme de lettres canadienne Antonine Maillet produite en 1983 par le Théâtre du Rideau Vert de Montréal, en collaboration avec le Théâtre du Trident, à l'occasion du cinq-centième anniversaire de naissance de François Rabelais.
- Olivier Martin-Salvant, Pantagruel, mise en scène de Benjamin Lazar (2013-2015)[24]

### Éditions anciennes
16 éditions sont parues du vivant de l’écrivain, dont 9 à Lyon et plusieurs contrefaçons.
- Pantagruel. Les horribles et espoventables faictz et prouesses du tresrenommé Pantagruel Roy des Dispodes, filz du grant geant Gargantua, Composez nouvellement par maistre Alcofrybas Nasier. Lyon, Claude Nourry, s. d. [c. 1532]
- Pantagruel. ΑΓΑΘΗ ΤΥΧΗ. Les horribles faictz et prouesses espoventables de Pantagruel roy des Dipsodes, composes par M. Alcofribas abstracteur de quinte essence, Lyon, François Juste, 1534. Exemplaire : Paris, Bnf, fonds Rothschild 3063 [VI. 2. 35].

### Éditions modernes
- [Huchon 1994] François Rabelais (édition établie, présentée et annotée par Mireille Huchon avec la collaboration de François Moreau), Œuvres complètes, Paris, Gallimard, coll. « Bibliothèque de la Pléiade », 1994, 1801 p., 18 cm (ISBN 978-2-07-011340-8, BNF 35732557)
- François Rabelais (trad. Marie-Madeleine Fragonard), Pantagruel, Paris, Pocket, coll. « Classiques à petit prix » (no 6204), 2019, 384 p. (ISBN 978-2-266-29347-1)
- François Rabelais (édition de Pierre Michel), Pantagruel, Paris, Le Livre de poche, coll. « Classiques de poche » (no 1240), 2009, 240 p. (ISBN 978-2-253-02349-4)
- François Rabelais (édition et mise en français moderne par Claude Pinganaud), Gargantua, Pantagruel, Paris, Arléa, 1999, 352 p. (ISBN 2-86959-482-8).

### Études

#### Ouvrage
- Gérard Defaux, Études rabelaisiennes, t. XXXII : Rabelais agonistes : du rieur au prophète, études sur Pantagruel, Gargantua, Le Quart Livre, Genève, Librairie Droz, coll. « Travaux d'Humanisme et Renaissance » (no CCCIX), 1997, 628 p. (présentation en ligne).
- Gérard Defaux, Pantagruel et les sophistes. : contribution à l'histoire de l’humanisme chrétien au XVIe siècle, La Haye, Martinus-Nijhoff, coll. « Archives internationales d'histoire des idées » (no 63), 1973, XXV-233 p. (ISBN 978-90-247-1566-4, présentation en ligne).
- (en) Edwin M. Duval, The Design of Rabelais's Pantagruel, New Heaven & London, Yale University Press, 1991, XVIII-206 p. (ISBN 0-300-04803-3, BNF 35555223, présentation en ligne).
- (en) Raymond La Charité, Recreation, Reflexion and Re-Creation : Perspective on Rabelais's Pantagruel, Lexington, Ky, French Forum, coll. « French Forum Monographs » (no 19), 1980, 137 p. (présentation en ligne).
- François Rigolot, Les Langages de Rabelais, Genève, Droz, coll. « Titre courant », 1996, 195 p. (ISBN 2-600-00506-4, lire en ligne)

#### Articles
- Corinne Girard, « Le pantagruélisme », [Espace prépas], no 146,‎ novembre 2012, p. 93-96 (ISSN 0299-7746, BNF 34374273, lire en ligne)..
- Erich Auerbach, « Le monde que renferme la bouche de Pantagruel », dans Mimésis : la représentation de la réalité dans la littérature occidentale, Pars, Gallimard, coll. « Tel » (no 14), 1977, 553 p. (ISBN 2-07-029612-1).
- (en) Gérard J. Bruault, « The Comic Design of Rabelais (Pantagruel) », Studies in Philogy, vol. 65, no 2,‎ 1968, p. 140-146 (ISSN 0039-3738, e-ISSN 1543-0383, lire en ligne, consulté le 19 avril 2020).
- (en) Raymond C. La Charité, « The unity of Rabelais's Pantagruel », French Studies, vol. 26, no 3,‎ 1972, p. 257-265 (ISSN 0016-1128, e-ISSN 1468-2931, DOI 10.1093/fs/XXVI.3.257).
- Martin Daniel, « Panurge lapidaire : une lecture de Pantagruel, chapitre XXIIII », Bulletin de l'Association d'étude sur l'Humanisme, la Réforme et la Renaissance, no 58,‎ 2004, p. 43-57 (e-ISSN 1969-654X, DOI 10.3406/rhren.2004.2611, lire en ligne, consulté le 19 avril 2020).
- Romain Menini, « Le dernier mot du Pantagruel : Rabelais à  Maupertuis », Revue d'Histoire Littéraire De La France, vol. 109, no 3,‎ 2009, p. 515-539 (lire en ligne, consulté le 19 avril 2020).
- Mawy Bouchard, « Parce que le rire est le propre… du roman ? La profanation romanesque de l’écriture à la Renaissance », Études françaises, vol. 47, no 2,‎ 2011, p. 39-53 (lire en ligne)
- Bruno Pinchard, « Du Timée au Pantagruel : Humanisme, déplacement, inversion », Divus Thomas, vol. 116, no 3,‎ septembre-décembre 2013, p. 190-204 (lire en ligne)
- François Rigolot, « Vraisemblance et narrativité dans le Pantagruel », L'Esprit Créateur, vol. 21, no 1,‎ 1981, p. 53-68 (ISSN 0014-0767, e-ISSN 1931-0234, lire en ligne, consulté le 19 avril 2020).